# Capron (Unternehmen)

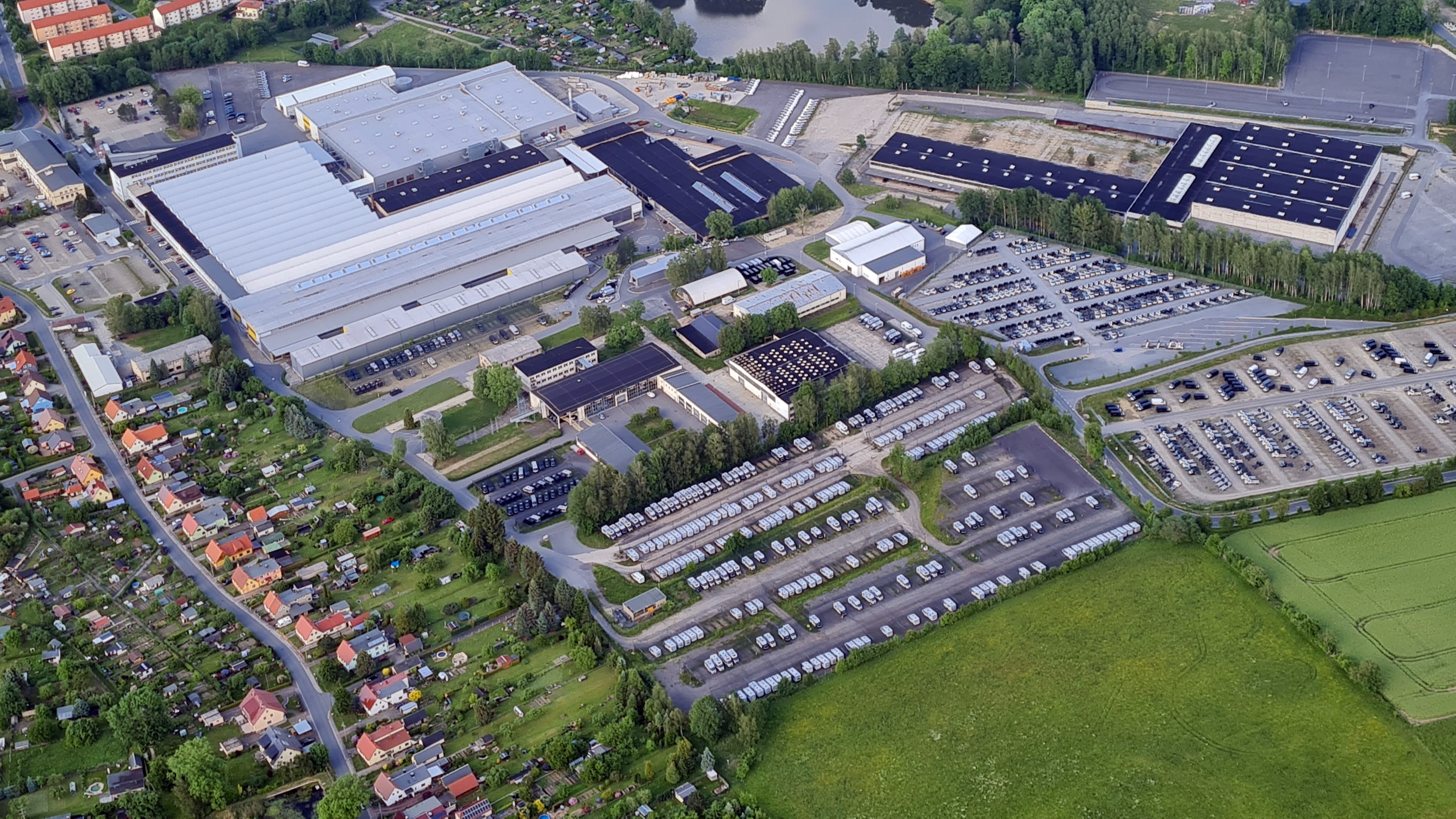
Werksgelände 2022

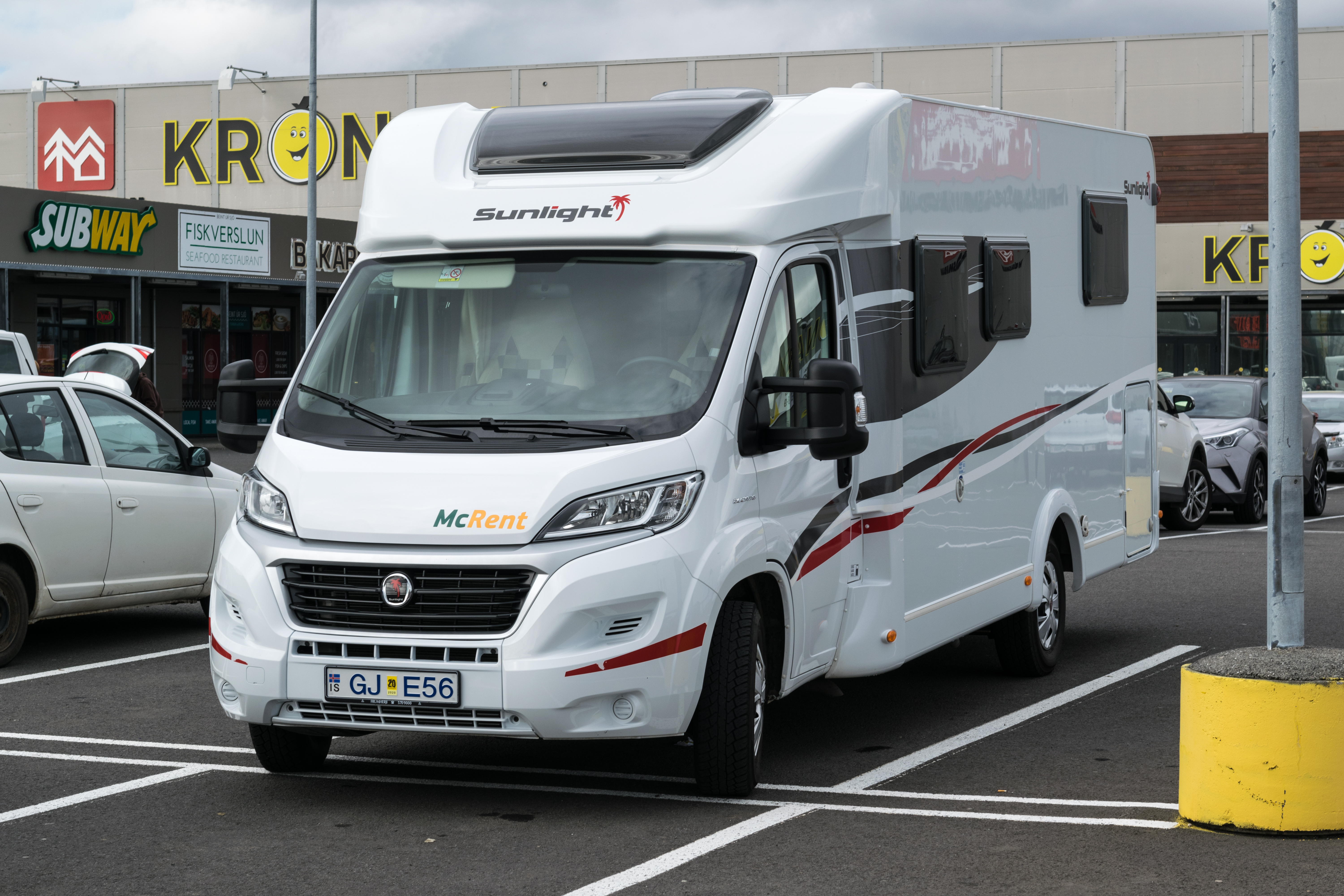
Capron Sunlight in Keflavik, Island

Die Capron GmbH ist ein Hersteller von Reisemobilen mit Sitz in Neustadt in Sachsen. Das Unternehmen gehört zur Erwin Hymer Group und betreibt für diese ein Produktionswerk für die Reisemobil-Marken Sunlight und Carado.

## Geschichte
Die Capron GmbH wurde im Juli 2005 als Gemeinschaftsunternehmen der Hymer AG und der Dethleffs GmbH & Co. KG gegründet. Das Unternehmen erwarb das ehemalige Landmaschinenwerk in Neustadt in Sachsen und passte die vorhandenen Produktionshallen an seine Bedürfnisse an. Nach dem Umbau startete im November 2006 die Produktion auf einer 450 Meter langen Fertigungsstraße mit anfänglich 60 Mitarbeitern.
Im Lauf weniger Jahre stieg der Bekanntheitsgrad der Marken Sunlight und Carado an, wodurch sich auch die Produktionszahlen vervielfachten und die Zahl der Mitarbeiter zunahm. Im September 2012 waren über 260 Beschäftigte im Unternehmen, die an diesem Standort über 5.000 Fahrzeuge pro Jahr produzieren können. Im April 2013 lief das 20.000ste Wohnmobil seit Produktionsbeginn vom Band. Ein Jahr später verließ das 25.000ste Fahrzeug die Hallen in Neustadt. Im Oktober 2017 hatte das Unternehmen über 600 Mitarbeiter und fertigte das 50.000ste Fahrzeug. Im August 2022 verließ das 100.000ste Wohnmobil die Reisemobil-Fabrik.
Capron ist die Abkürzung für Caravanproduktion Neustadt.

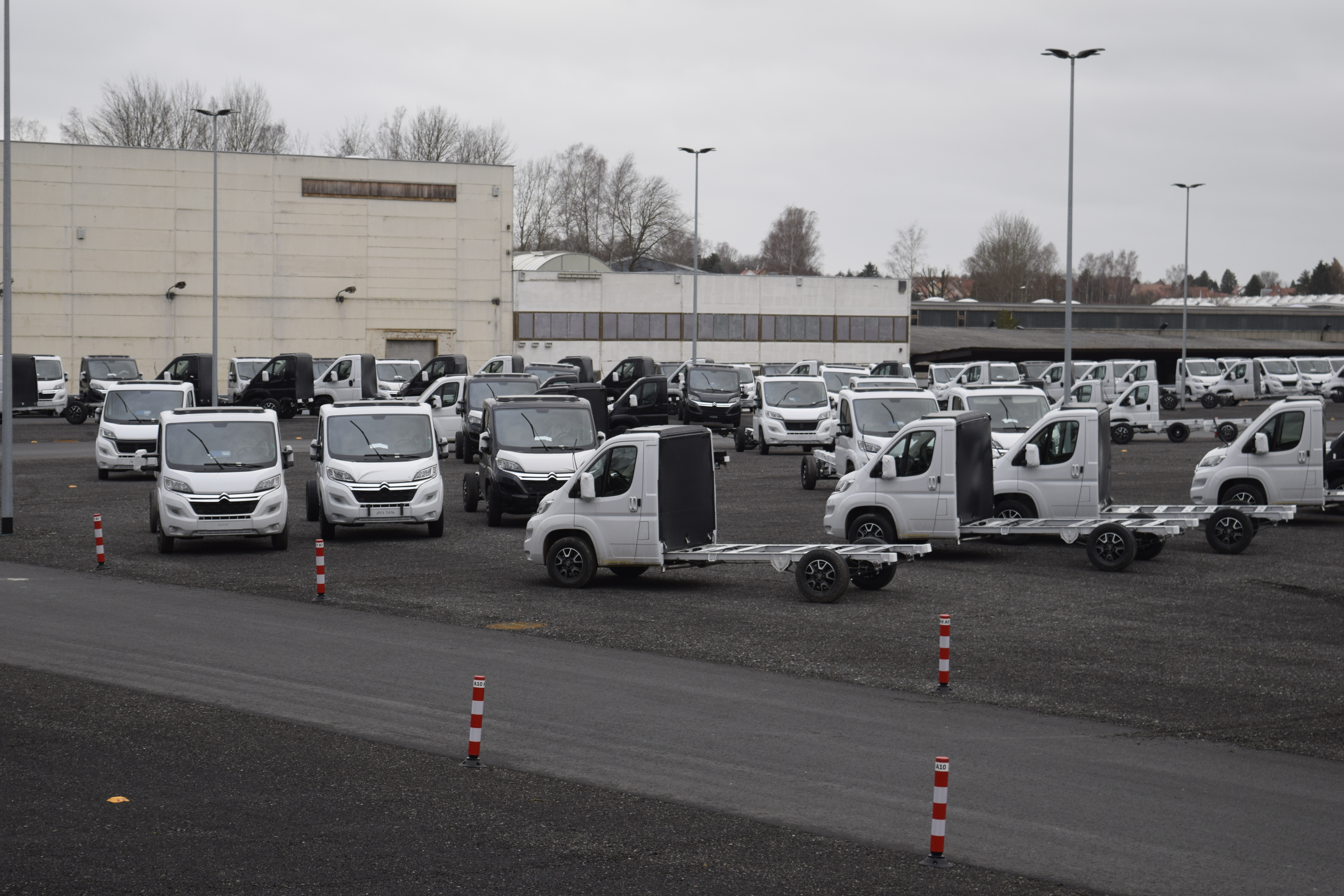
Light-Chassis von Fiat (Ducato) und Citroën (Jumper)

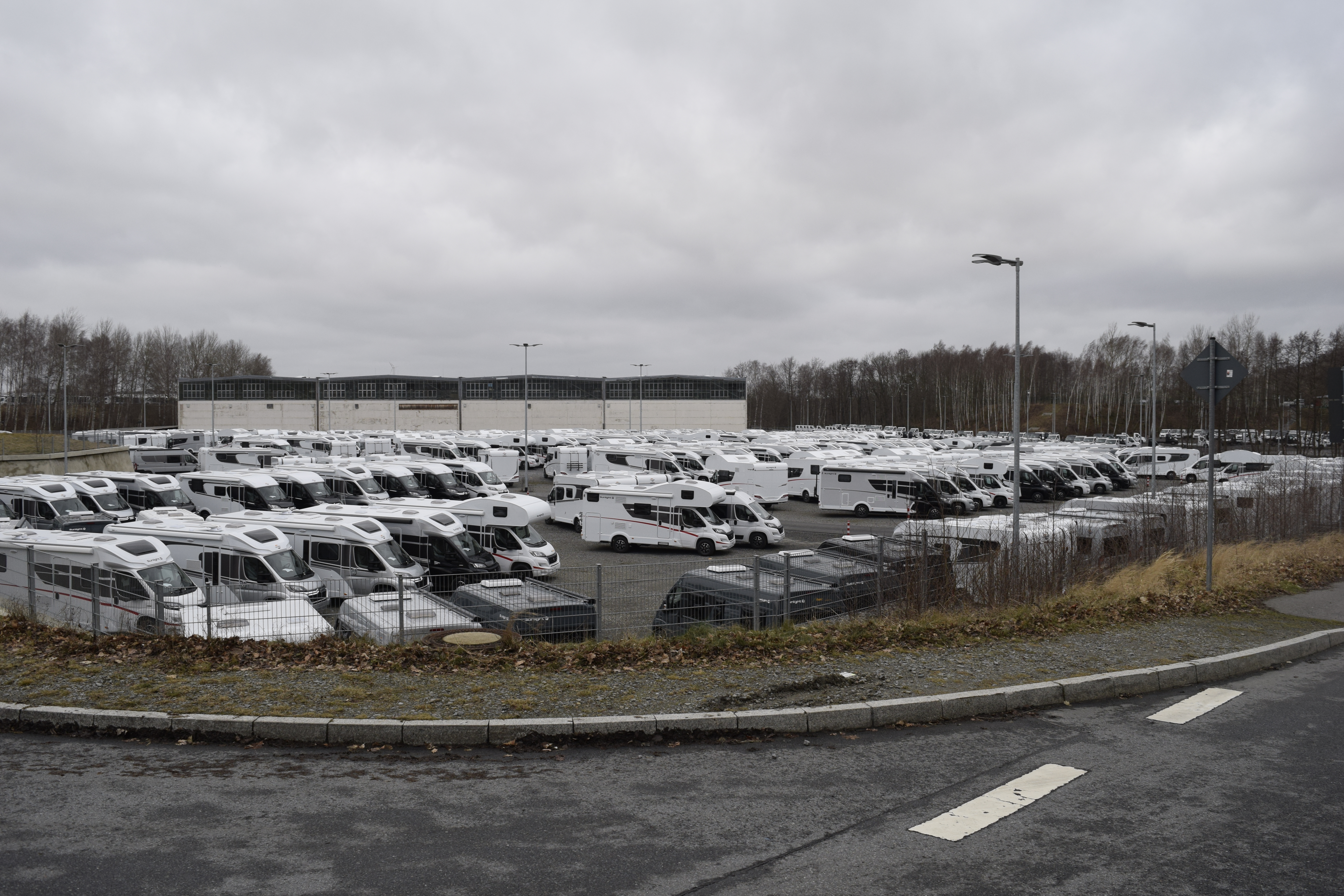
Fertige Wohnmobile der Marken Carado und Sunlight